# Antonov légitársaság
Az Antonov légitársaság (ukránul: Авіалінії Антонова, magyar átírásban: Avialinyiji Antonova), angol elnevezéssel Antonov Airlines teherszállításra specializálódott ukrán charter légitársaság. Székhelye Kijevben található, bázisrepülőtere a Hosztomeli repülőtér. Vezérigazgatója Dmitro Kiva, az Antonov vezérigazgatója és főkonstruktőre.
A légitársaságot 1989. április 1-jén alapították mint az Antonov tervezőiroda alárendeltségébe tartozó céget. A légitársaság létrehozásának elsődleges célja, és napjainkban is fő feladata az Antonov tervezőiroda állami finanszírozásának kiegészítése. A cég tevékenységének alapját a nagyméretű és nehéz terhek szállítása jelenti, melyhez a légitársaság flottájának gerincét alkotó An–124-es teherszállító repülőgépek állnak rendelkezésre. Az első években két An–124-essel rendelkezett. 2022-ig a  légitársasághoz tartozott a világ legnagyobb repülőgépe, az An–225-ös is.
Az ukrán kormány 1997-ben nemzeti légitársaság státuszt adott a cégnek. Az Egyesült Államokban a légitársaság végezhet belföldi teherszállítást. Emellett nemzetközi szervezetek, pl a NATO számára is végez szolgáltatásokat.
Az Ukrajna elleni 2022-es orosz támadás kezdetekor az An–225-ös a hosztomeli repülőtéren tartózkodott hajtóműcsere miatt. A repülőteret rövid időre elfoglalták az orosz csapatok, a repülőtérért vívott harcok alatt az An 225-öst orosz rakétatalálat érte és súlyos sérüléseket szenvedett, a gép orr része megsemmisült. A háború miatt öt darab An–124-es gépet költöztettek át Németországba a Lipcse/Halle repülőtérre, az Antonov légitársaság ezeket a gépeket onnan üzemelteti.

## Flotta

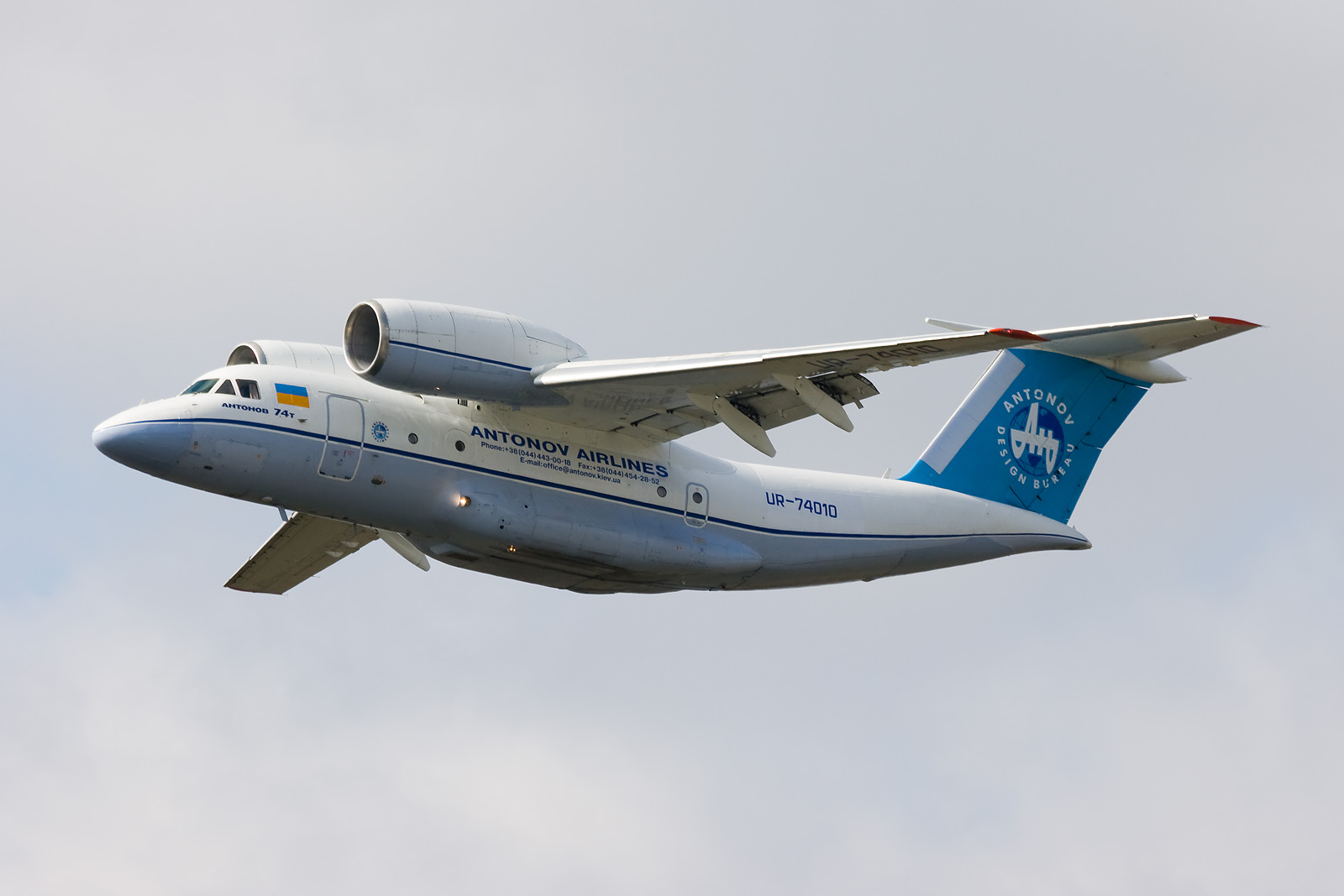
Az Antonov légitársaság An–74T típusú repülőgépe

A légi teherszállításra szolgáló flotta gépei (2016-os állapot szerint):
- An–225 – 1 db (A 2022-es orosz-ukrán konfliktus során megsemmisült)[4]
- An–124–100 – 3 db
- An–124–100M – 4 db (egy darab megsérült a harcokban)
- An–22 – 1 db (megsérült a harcokban)
- An–26–100 – 1 db (megsemmisült)
- An–74T–100 – 1 db (megsemmisült)

A légitársaság flottájába tartozik még további néhány utasszállító repülőgép is, melyeket az Antonov vállalat saját céljaira használ:
- An–28 – 1 db (megsérült a harcokban)
- An–32 – 1 db
- An–140 – 3 db
- An–148 – 2 db